# Claudio Beauvue
Claudio Beauvue (Saint-Claude, 16 aprile 1988) è un calciatore francese, attaccante dell'Template:Calcio RC Calais.

## Carriera
Nella stagione 2012-2013 ha disputato 15 incontri in Ligue 1 con il Bastia. Il 1º luglio 2013 è passato al Guingamp. Il 25 aprile 2015, nella partita Caen contro Guingamp vinta dal Guingamp 0-2, realizzò il gol dello 0-1 con uno splendido tiro dalla distanza.
Nella seguente estate, viene ceduto all'Olympique Lyonnais per 4,5 milioni e firma un quadriennale. Segna il suo primo gol con la nuova maglia il 15 agosto nella partita vinta 0-1 contro il Guingamp, sua ex squadra. Il 16 gennaio 2016 è ceduto al Celta Vigo e è subito vittima di gravi infortuni (lesione al tallone d'Achille).

## Statistiche

### Presenze e reti nei club
Statistiche aggiornate al 13 agosto 2024.
| Stagione                   | Club                       | Campionato                 | Campionato | Campionato | Coppe nazionali | Coppe nazionali | Coppe nazionali | Coppe continentali | Coppe continentali | Coppe continentali | Supercoppe | Supercoppe | Supercoppe | Totale | Totale |
| Stagione                   | Club                       | Comp                       | Pres       | Reti       | Comp            | Pres            | Reti            | Comp               | Pres               | Reti               | Comp       | Pres       | Reti       | Pres   | Reti   |
| -------------------------- | -------------------------- | -------------------------- | ---------- | ---------- | --------------- | --------------- | --------------- | ------------------ | ------------------ | ------------------ | ---------- | ---------- | ---------- | ------ | ------ |
| 2007-2008                  | Troyes                     | L2                         | 11         | 2          | CF+CdL          | 0+1             | 0+0             | -                  | -                  | -                  | -          | -          | -          | 12     | 2      |
| 2008-2009                  | Troyes                     | L2                         | 37         | 3          | CF+CdL          | 4+1             | 1+0             | -                  | -                  | -                  | -          | -          | -          | 42     | 4      |
| 2009-2010                  | Troyes                     | CN                         | 34         | 11         | CF+CdL          | 3+1             | 2+1             | -                  | -                  | -                  | -          | -          | -          | 38     | 14     |
| 2010-2011                  | Troyes                     | L2                         | 19         | 2          | CF+CdL          | 0+1             | 0+0             | -                  | -                  | -                  | -          | -          | -          | 20     | 2      |
| Totale Troyes              | Totale Troyes              | Totale Troyes              | 101        | 18         |                 | 11              | 4               |                    | -                  | -                  |            | -          | -          | 112    | 22     |
| 2011-2012                  | Châteauroux                | L2                         | 37         | 10         | CF+CdL          | 5+1             | 0+0             | -                  | -                  | -                  | -          | -          | -          | 43     | 10     |
| 2012-gen. 2013             | Châteauroux                | L2                         | 21         | 6          | CF+CdL          | 2+1             | 1+0             | -                  | -                  | -                  | -          | -          | -          | 24     | 7      |
| Totale Chateauroux         | Totale Chateauroux         | Totale Chateauroux         | 58         | 16         |                 | 9               | 1               |                    | -                  | -                  |            | -          | -          | 67     | 17     |
| gen.-giu. 2013             | Bastia                     | L1                         | 15         | 1          | CF+CdL          | 0+0             | 0+0             | -                  | -                  | -                  | -          | -          | -          | 15     | 1      |
| 2013-2014                  | Guingamp                   | L1                         | 36         | 5          | CF+CdL          | 5+1             | 2+0             | -                  | -                  | -                  | -          | -          | -          | 42     | 7      |
| 2014-2015                  | Guingamp                   | L1                         | 36         | 17         | CF+CdL          | 5+2             | 4+1             | UEL                | 8                  | 5                  | SF         | 1          | 0          | 52     | 27     |
| Totale Guingamp            | Totale Guingamp            | Totale Guingamp            | 72         | 22         |                 | 13              | 7               |                    | 8                  | 5                  |            | 1          | 0          | 94     | 34     |
| 2015-gen. 2016             | Olympique Lione            | L1                         | 19         | 5          | CF+CdL          | 1+2             | 1+2             | UCL                | 6                  | 0                  | SF         | 1          | 0          | 29     | 8      |
| gen.-giu. 2016             | Celta Vigo                 | PD                         | 10         | 1          | CR              | 3               | 0               | -                  | -                  | -                  | -          | -          | -          | 13     | 1      |
| 2016-2017                  | Celta Vigo                 | PD                         | 13         | 1          | CR              | 0               | 0               | UEL                | 6                  | 1                  | -          | -          | -          | 19     | 2      |
| Toale Celta Vigo           | Toale Celta Vigo           | Toale Celta Vigo           | 23         | 2          |                 | 3               | 0               |                    | 6                  | 1                  |            | -          | -          | 32     | 3      |
| 2017-2018                  | Leganés                    | PD                         | 28         | 2          | CR              | 7               | 1               | -                  | -                  | -                  | -          | -          | -          | 35     | 3      |
| 2018-2019                  | Caen                       | L1                         | 25         | 3          | CF+CdL          | 3+0             | 0+0             | -                  | -                  | -                  | -          | -          | -          | 28     | 3      |
| gen.-giu. 2020             | Deportivo La Coruña        | SD                         | 11         | 2          | CR              | 0               | 0               | -                  | -                  | -                  | -          | -          | -          | 11     | 2      |
| 2020-2021                  | Deportivo La Coruña        | SDB                        | 13+2       | 1          | CR              | 2               | 0               | -                  | -                  | -                  | -          | -          | -          | 17     | 1      |
| Totale Deportivo La Coruna | Totale Deportivo La Coruna | Totale Deportivo La Coruna | 24+2       | 3          |                 | 2               | 0               |                    | -                  | -                  |            | -          | -          | 28     | 3      |
| 2021-2022                  | Boulogne                   | CN                         | 11         | 0          | CF              | 0               | 0               | -                  | -                  | -                  | -          | -          | -          | 11     | 0      |
| 2022-gen. 2023             | Boulogne                   | CN2                        | 15         | 3          | -               | -               | -               | -                  | -                  | -                  | -          | -          | -          | 15     | 3      |
| Totale Boulogne            | Totale Boulogne            | Totale Boulogne            | 26         | 3          |                 | 0               | 0               |                    | -                  | -                  |            | -          | -          | 26     | 3      |
| gen.-giu. 2023             | Ivry                       | CN3                        | 12         | 3          | -               | -               | -               | -                  | -                  | -                  | -          | -          | -          | 12     | 3      |
| 2023-2024                  | Template:Calcio RC Calais  | R1                         | ??         | ??         | CF              | 2               | 1               | -                  | -                  | -                  | -          | -          | -          | 2+     | 1+     |
| 2024-2025                  | Template:Calcio RC Calais  | CN3                        | 24         | 5          | CF              | 0               | 0               | -                  | -                  | -                  | -          | -          | -          | 24     | 5      |
| Totale RC Calais           | Totale RC Calais           | Totale RC Calais           | 24+        | 5+         |                 | 2               | 1               |                    | -                  | -                  |            | -          | -          | 26     | 6+     |
| Totale carriera            | Totale carriera            | Totale carriera            | 429+       | 83+        |                 | 53              | 17              |                    | 20                 | 6                  |            | 2          | 0          | 504+   | 106+   |

## Palmarès
- Coppa di Francia: 1

Guingamp: 2013-2014